# Arapuni
Arapuni est une petite localité rurale centrée sur le fleuve Waikato, située dans le district de South Waikato, dans l’île du Nord de la Nouvelle-Zélande.

## Population
La population, lors du recensement de 2006, était de 2 145 résidents permanents, en légère diminution par rapport aux 2 163 habitants du recensement de 2001 et aux 2 211 résidents de 1996.

## Situation

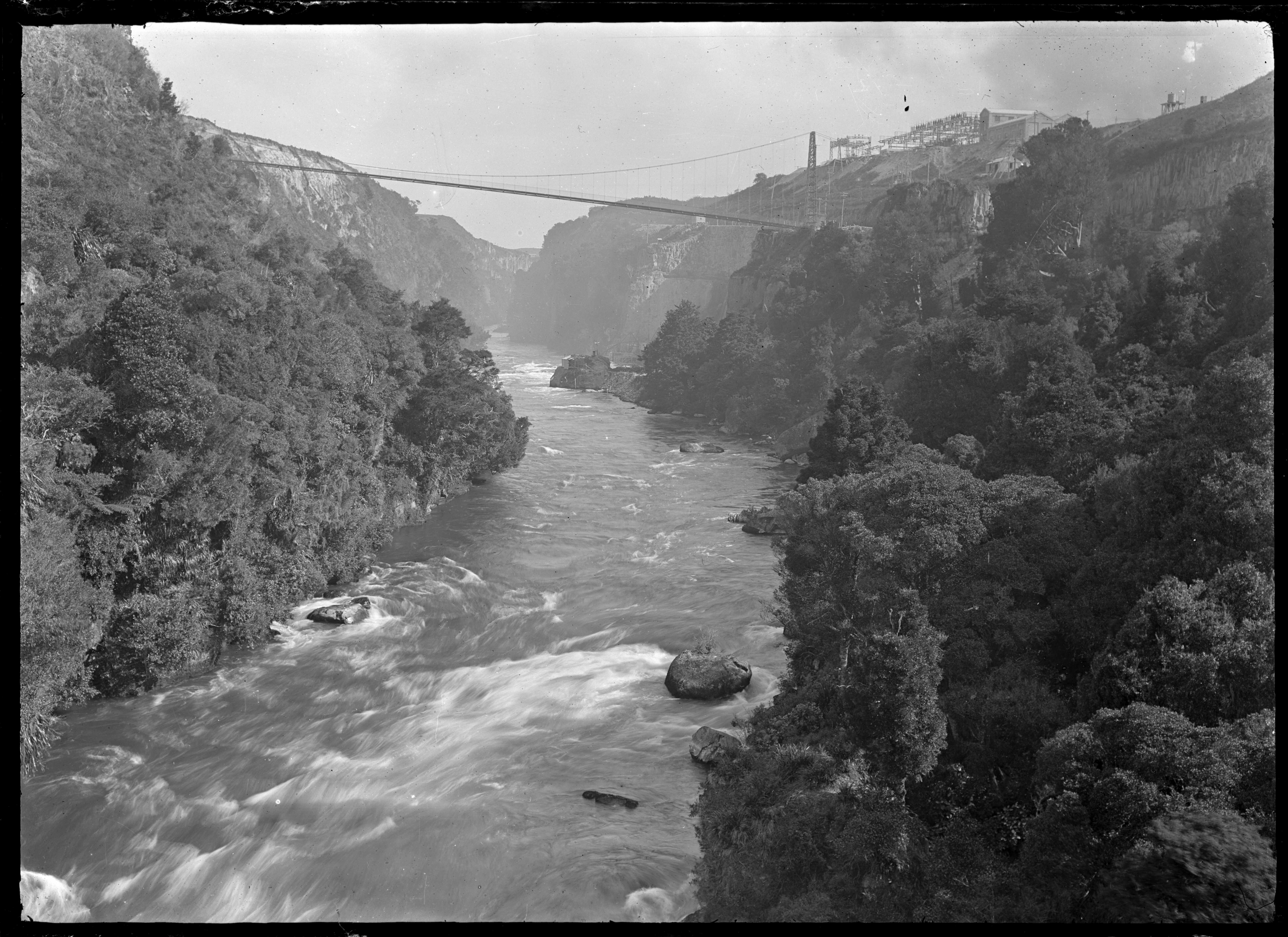
Vue du fleuve Waikato avec la station électrique d'Arapuni à distance vers 1928

La ville siège à côté de la centrale et du barrage hydroélectrique du lac Arapuni (en), un des 6 lacs du district de South Waikato, situés sur le trajet du fleuve Waikato. Elle possède le pont suspendu spectaculaire d'Arapuni (en) passant au-dessus du barrage, qui est ouvert librement au public.

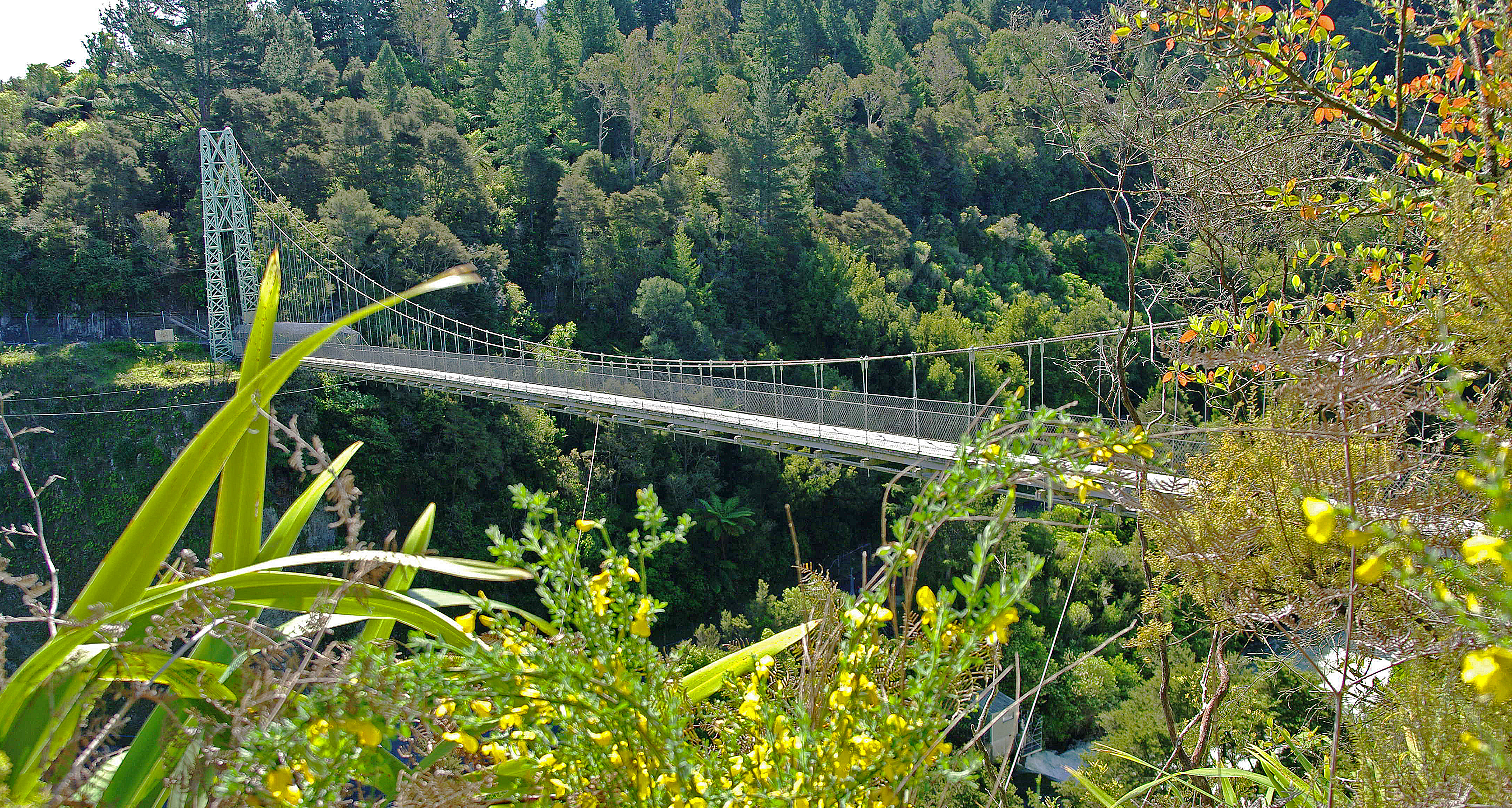
Pont suspendu d'Arapuni

## Toponymie
L'étymologie du toponyme est constituée de « Ara » (chemin) et « puni » (bloqué ou couvert) : donc, Arapuni est le chemin couvert.

## Le barrage d’Arapuni

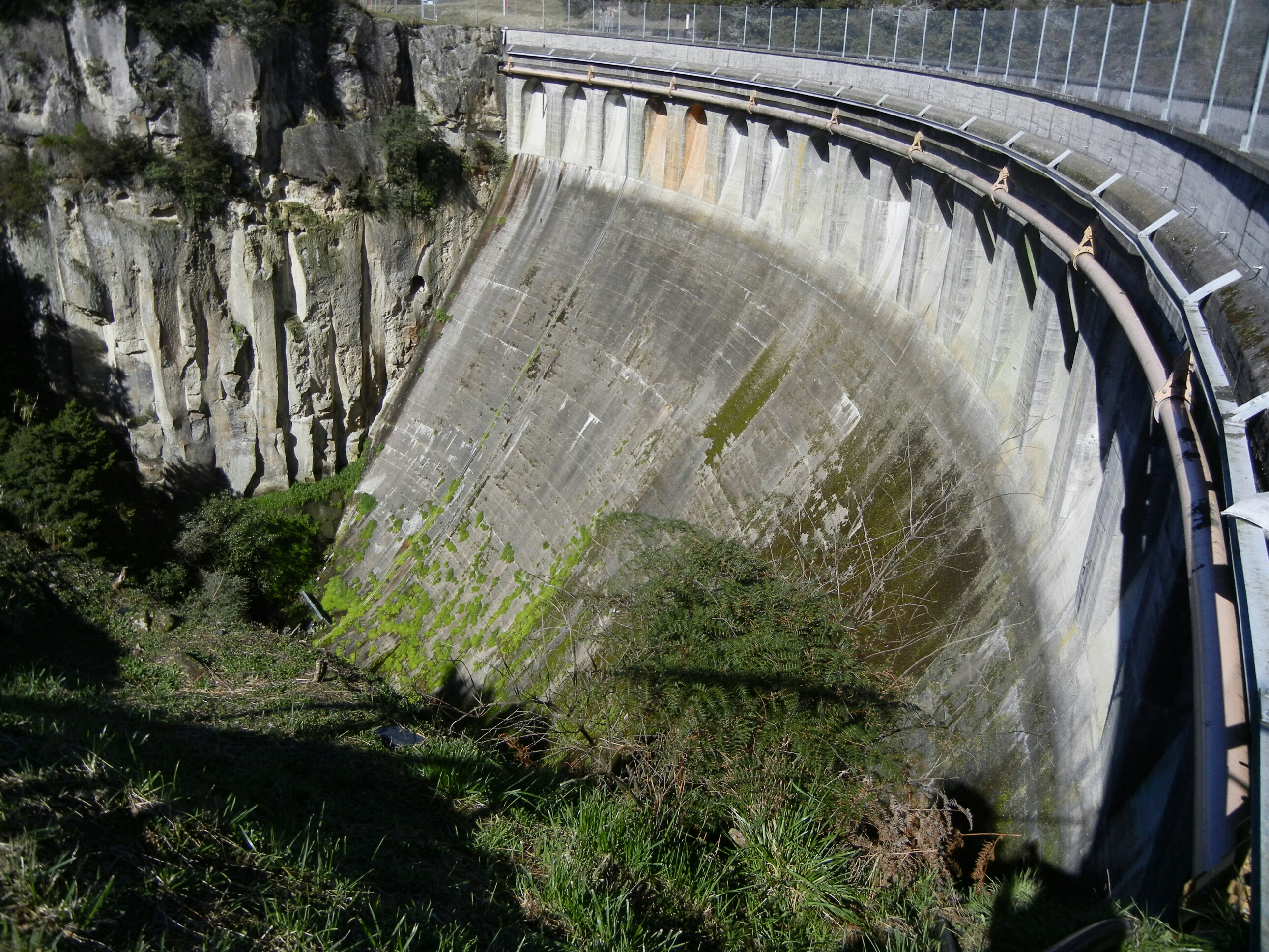
structure historique du barrage d'Arapuni

Le projet du barrage d’Arapuni Dam fut évoqué initialement en 1929. La centrale électrique d’Arapuni (en) consiste en une série de 8 turbines, qui donnent au total une puissance de 196 MW, ce qui en fait la plus importante centrale électrique située sur le fleuve Waikato. La station hydroélectrique d’Arapuni est la propriété de la société Mercury Energy (en) qui l’exploite.